# Быстрицкий, Николай Тимофеевич
Никола́й Тимофе́евич Быстри́цкий (род. 12 мая 1970) — старший лейтенант милиции, участник разгона Верховного Совета России и первой чеченской войны. Герой Российской Федерации (1993).

## Биография
Родился 12 мая 1970 года в городе Целинограде (ныне — Астана) Казахской ССР. В 1988—1990 годах проходил срочную службу в Советской армии. С 1990 года находился на службе в органах МВД СССР, был бойцом Московского ОМОНа.
3-4 октября 1993 года Быстрицкий участвовал в блокировании Белого Дома и в зачистке прилегающих кварталов от сторонников Верховного Совета. Получил огнестрельное ранение в руку, но после оказания первой помощи продолжил выполнять свои обязанности. Возглавляя группу бойцов ОМОНа, Быстрицкий задержал несколько вооружённых лиц, в том числе оказавших сопротивление. Также он лично уничтожил одну огневую точку, откуда вёлся огонь по сотрудникам правоохранительных органов и мирным гражданам.
Указом Президента Российской Федерации № 1600 от 7 октября 1993 года за «мужество и героизм, проявленные при выполнении специального задания» сержант милиции Николай Быстрицкий был удостоен высокого звания Героя Российской Федерации.
Продолжал службу в органах МВД. Первоначально служил в Московском СОБРе, затем в ЦУБОП МВД России. Окончил Московский юридический институт МВД РФ. Участвовал в первой чеченской войне, совершил три командировки. Принимал участие в штурме села Первомайское в январе 1996 года, был награждён орденом Мужества.